# Пашково (Печорский район)
Пашково (латыш. Paškava) — деревня в Печорском районе Псковской области России. Входит в состав сельского поселения «Лавровская волость».

## География
Расположена на юго-востоке волости, в 14 км к юго-востоку от волостного центра, деревни Лавры и в 47 км к югу от райцентра, города Печоры. В 4 км к западу проходит граница c Латвией.
C 1920 до 1944 годы входила в состав Яунлатгальского (Абренского) уезда Латвии.

## Население
Численность населения деревни по оценке на конец 2000 года составляла 12 жителей.
| 2001 | 2002 | 2010 |
| ---- | ---- | ---- |
| 12   | ↘4   | ↘1   |